# 一宮市立今伊勢小学校
一宮市立今伊勢小学校（いちのみやしりついまいせしょうがっこう）は、愛知県一宮市今伊勢町にある公立小学校。

## 概要
- 旧・中島郡今伊勢町の小学校であり、通学区域は今伊勢町のJR東海道本線及び名鉄名古屋本線より東の地域に該当する。

## 沿革
今伊勢小学校の開校は1907年（明治40年）である。これは今伊勢村（当時）の2つの学校を統合した年である。ここではそれ以前についても記述する。
- 1873年（明治6年）8月1日 - 馬寄村中屋敷に攻堅学校が開校。馬寄村、新神戸村、本神戸村、門間村の児童が通学する。
- 1875年（明治8年） - 馬寄学校に改称する。
- 1877年（明治10年） - 門間村が門間学校を設立し離脱する。
- 1882年（明治15年）11月30日 - 本神戸村の酒見神社に酒見学校が開校し、馬寄学校から離脱する。酒見学校の校区は新神戸村、本神戸村、一色村。馬寄学校の校区は馬寄村のみとなる。
- 1887年（明治20年）4月1日 - 酒見学校は本神戸学校に改称する。
- 1889年（明治22年）10月1日 -
  - 新神戸村と本神戸村が合併し、神戸村が発足。
  - 一宮村と一色村が合併し、一宮町が発足。
- 1890年（明治23年）4月1日 - 一宮町の一色地区が本神戸学校から離脱する。
- 1892年（明治25年）10月7日 - 本神戸学校が本神戸尋常小学校、馬寄が馬寄尋常小学校に改称する。
- 1906年（明治39年）5月1日 - 神戸村、開明村、馬寄村が合併し、今伊勢村が発足。
- 1907年（明治40年）1月8日 - 本神戸尋常小学校と馬寄尋常小学校が統合され、新神戸尋常小学校が発足する。現在地に校舎が完成。
- 1911年（明治44年） - 旧本神戸尋常小学校と旧馬寄尋常小学校の校舎を移築する。
- 1914年（大正3年） - 校舎を増築する。
- 1915年（大正4年）4月1日 - 新神戸尋常高等小学校に改称する。
- 1920年（大正9年） - 校舎を増築する。
- 1941年（昭和16年）
  - 3月10日 - 今伊勢村が町制施行し、今伊勢町となる。
  - 4月1日 - 今伊勢町東国民学校に改称する。
- 1945年（昭和20年）
  - 7月28日 - 一宮空襲で校舎が全焼する。
  - 12月21日 - バラック仮校舎が完成。
- 1946年（昭和21年）12月1日 - 川崎航空機の建物を移築し、校舎が完成。
- 1947年（昭和22年）4月1日 - 今伊勢町立今伊勢東小学校に改称する。
- 1955年（昭和30年）4月1日 - 今伊勢町（開明地区を除く）が一宮市に編入される。同時に一宮市立今伊勢小学校に改称する。
- 1957年（昭和32年） - 新校舎（西校舎・鉄筋コンクリート造3階建）が完成する。
- 1965年（昭和40年） - 本館（鉄筋コンクリート造3階建）が完成する。
- 1966年（昭和41年） - 校舎（北校舎・鉄筋コンクリート造3階建）が完成する。
- 1975年（昭和50年）4月 - 一宮市立今伊勢西小学校を分離する。

## 通学区域
- 今伊勢町馬寄字石刀、今伊勢町馬寄字江川、今伊勢町馬寄字上河原、今伊勢町馬寄字上高見、今伊勢町馬寄字上畑田、今伊勢町馬寄字上町屋、今伊勢町馬寄字観音堂、今伊勢町馬寄字北塚本、今伊勢町馬寄字桑屋敷、今伊勢町馬寄字子守、今伊勢町馬寄字郷浦、今伊勢町馬寄字郷前、今伊勢町馬寄字篠原、今伊勢町馬寄字権現西、今伊勢町馬寄字志水、今伊勢町馬寄字下河原、今伊勢町馬寄字下町屋、今伊勢町馬寄字大聖、今伊勢町馬寄字大日、今伊勢町馬寄字呑光寺、今伊勢町馬寄字呑光寺西、今伊勢町馬寄字中切、今伊勢町馬寄字中坪、今伊勢町馬寄字中屋敷、今伊勢町馬寄字西更屋敷、今伊勢町馬寄字八丁堀、今伊勢町馬寄字東更屋敷、今伊勢町馬寄字福塚前、今伊勢町馬寄字舟入、今伊勢町馬寄字宮北、今伊勢町馬寄字宮東、今伊勢町馬寄字桃木原、今伊勢町馬寄字山之小路、今伊勢町馬寄字六地蔵、今伊勢町馬寄字六地蔵前、今伊勢町馬寄字若宮、今伊勢町新神戸字乾、今伊勢町新神戸字九反野、今伊勢町新神戸字郷東の一部、今伊勢町新神戸字五輪野、今伊勢町新神戸字新開、今伊勢町本神戸、今伊勢町宮後字午新田下筬、今伊勢町宮後字北山中[2]。

## 進学先中学校
- 一宮市立今伊勢中学校

## 交通アクセス
- 名鉄名古屋本線「今伊勢駅」下車、徒歩約10分。
- 名鉄バス一宮・イオン木曽川線「今伊勢小学校」バス停より徒歩1分。